# Arba (Fluss)
Der Arba (span. Río Arba) ist ein Fluss im Norden Spaniens und der erste bedeutende Zufluss des Ebro. Er entspringt in der Sierra de Santo Domingo südlich des Santa-Barbara-Passes im nördlichen Teil von Spanien. Sein Flussgebiet liegt fast vollständig in der Provinz Saragossa in der Region Aragonien. Quellflüsse sind der Arba de Biel und der Arba de Luesia. Er fließt von Nord nach Süd und mündet bei Gallur in den Ebro. An seinem Lauf liegen die Städte Luesia,  Ejea de los Caballeros und Tauste. In seinem Unterlauf nimmt er den Río Riquel, der durch Uncastillo und Sádaba fließt.  auf. Dabei erreicht er eine Länge von ca. 96 Kilometern.